# Ketou
Ketou (ook Kétou) is een van de 77 gemeenten (communes) in Benin. De gemeente ligt in het departement Plateau en telt 157.352 inwoners (2013).
In de gemeente is sinds 2013 een landbouwuniversitet gevestigd.

## Geografie
De gemeente ligt in het noorden van Plateau en grenst in het oosten aan Nigeria. Er is een grensovergang in Ilara op 16 kilometer van het centrum van Ketou. Met een oppervlakte van 1755 km² is het de grootste gemeente van Plateau. Ketou is onderverdeeld in zes arrondissementen:
- Adakplamè
- Idigny
- Ketou
- Kpankou
- Odomèta
- Okpomèta.

Ketou heeft een tropisch savanneklimaat.

## Bevolking
In 2002 telde de gemeente 100.499 inwoners. In 2013 waren dit 157.352 inwoners.
Opm: Bevolkingscijfers in duizendtallen
Bron: Kétou Commune in Benin; 1979-2013: volkstellingen
Bron: Institut National de la Statistique Benin; 2013: volkstelling

## Geschiedenis
Ketou was een Yoruba-koninkrijk. Volgens de legende was de eerste koning Edé. Het koninkrijk Ketou lag geprangd tussen sterke buren, het Yoruba-koninkrijk Oyo en het Fon-koninkrijk Dahomey. Koning Glélé van Dahomey (1858-1889) bezette Ketou in 1883 en in 1886 tijdens zijn expedities tegen de Yoruba, bedoeld om slaven te maken. Deze bloedbaden en de eropvolgende blokkade door Dahomey betekende een voorlopig einde van het koninkrijk. Pas nadat Dahomey verslagen en bezet was door de Fransen, kon Oyingin als nieuwe koning van Ketou de troon bestijgen. Voortaan was dit een louter ceremoniële titel. In 2018 werd Adedun Loyé de 51e koning van Ketou.

## Cultuur
Ketou staat bekend om zijn Guèlèdè-maskers. Deze maskers worden gedragen door vrouwen van de Yoruba en de Nago tijdens ceremonies voor de godin Guèlèdè. Unesco erkende de Guèlèdè-maskers als immaterieel cultureel erfgoed in 2008. Ketou bezit erfgoed verbonden met het koninkrijk Ketou, zoals het koninklijk paleis, het Musée Akaba Idéna (de 'magische poort', de oude toegangspoort tot de stad) en heiligdommen van de traditionale religie van de Yoruba.

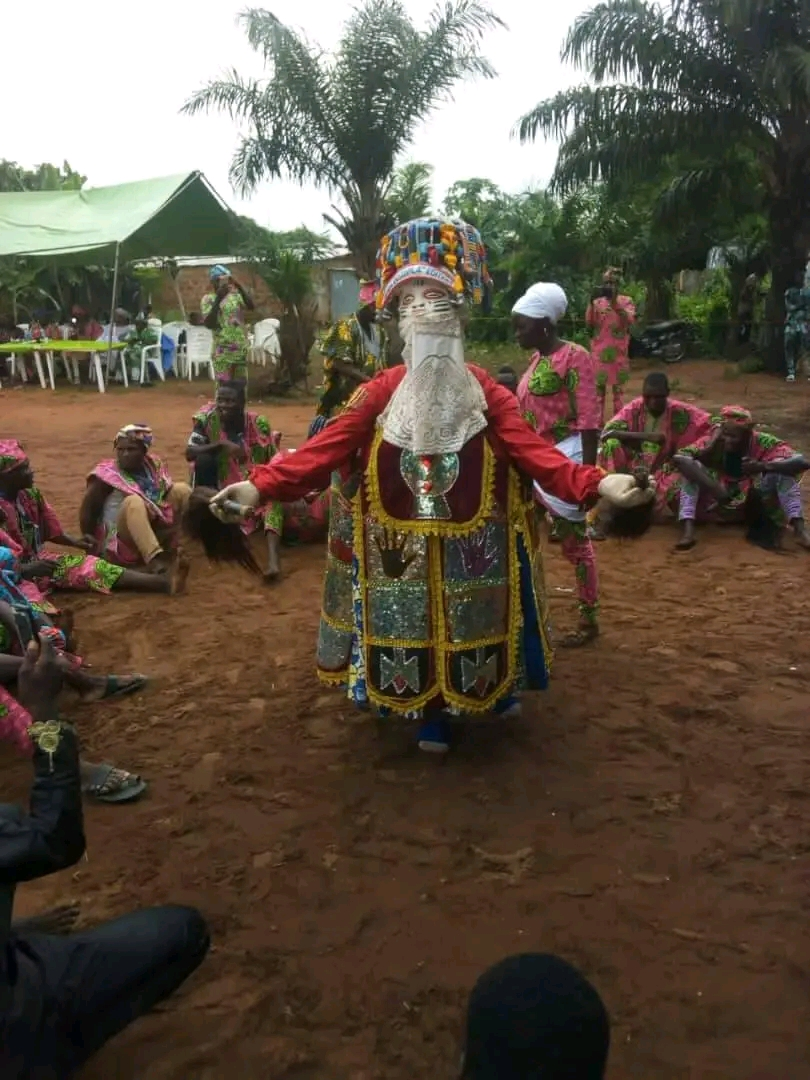
Guèlèdè
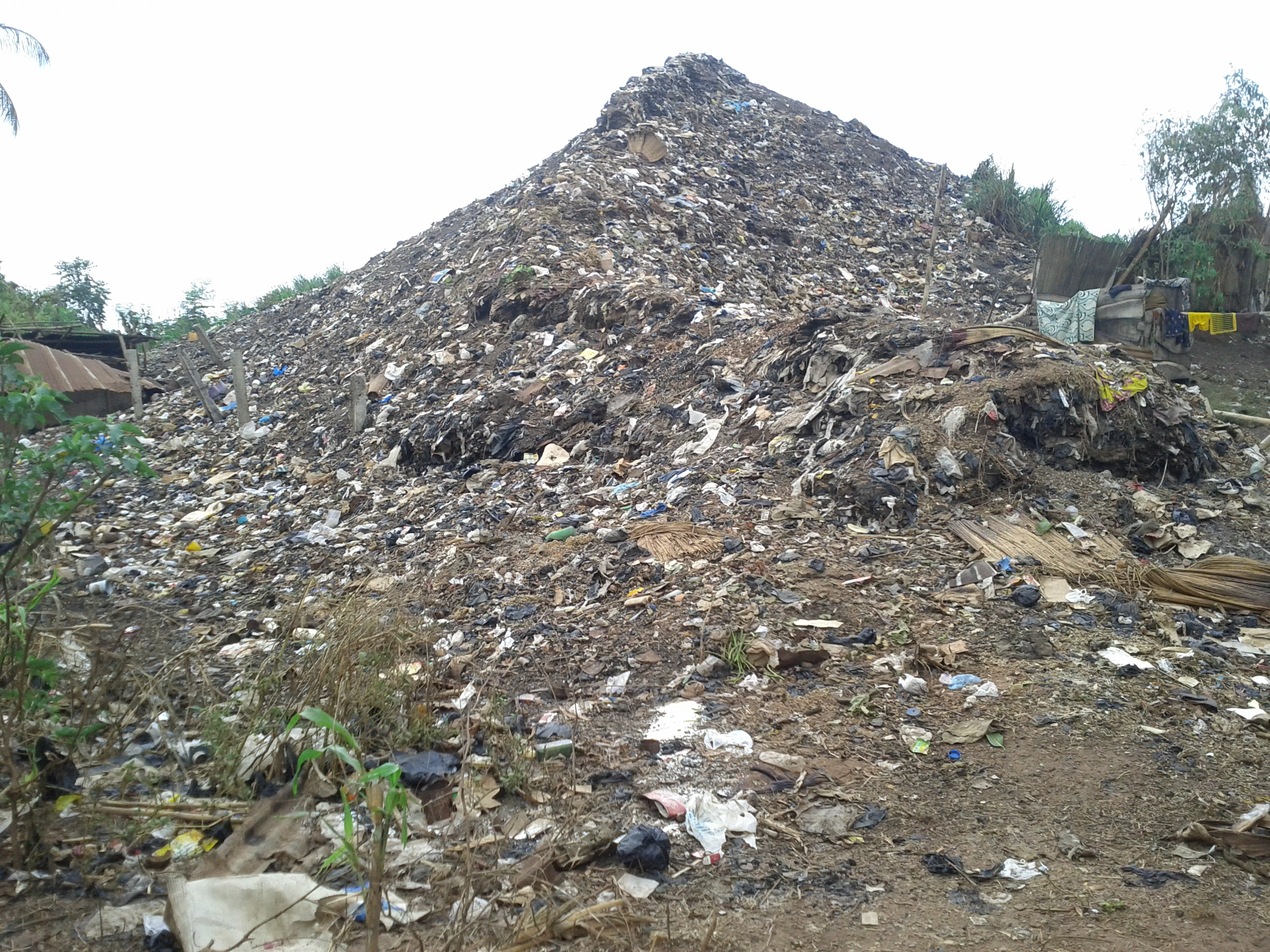
Heiligdom voor de godheid Aïtan-Ola, bedekt met heilig afval
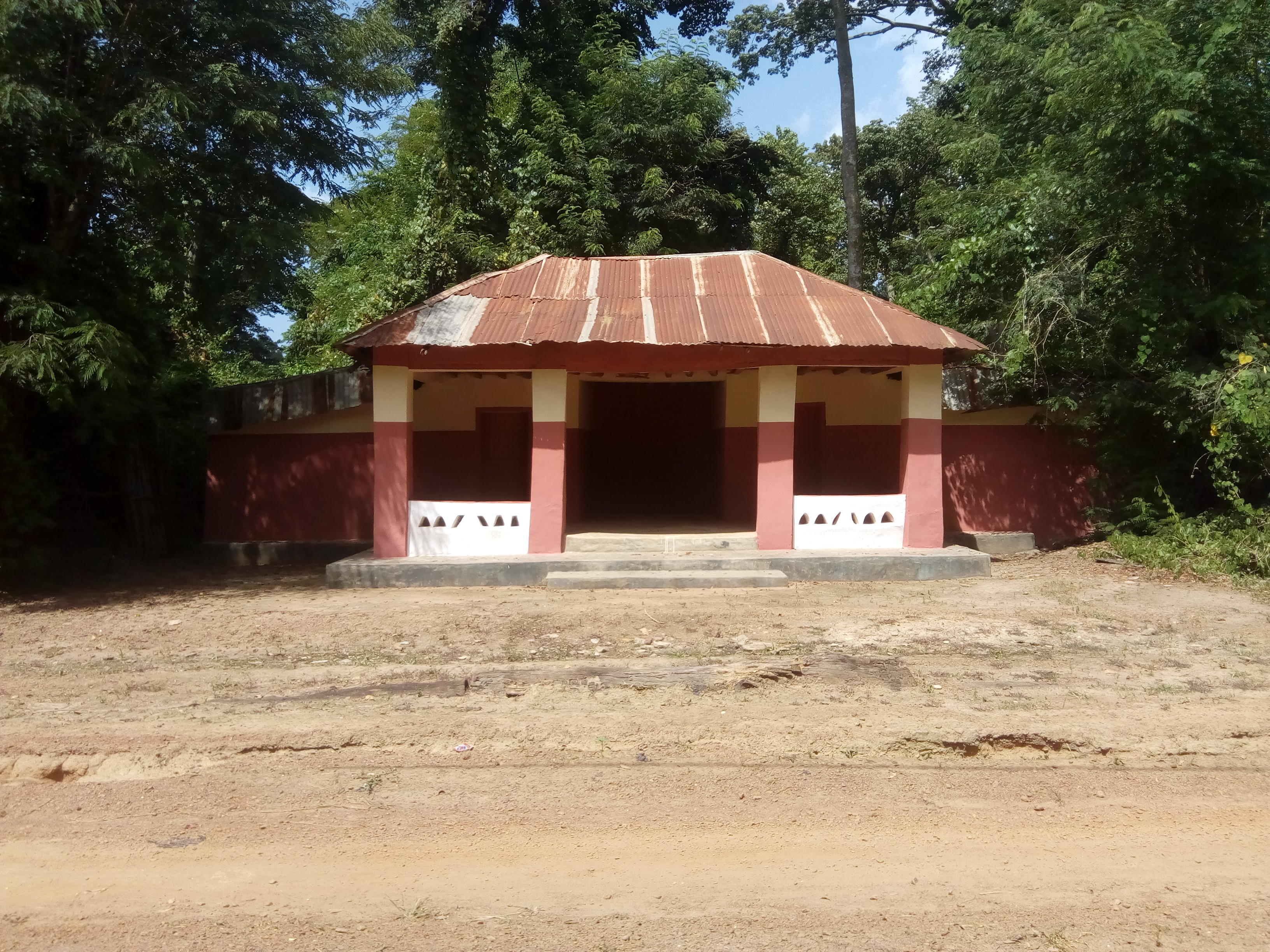
Inheemse tempel in Ewè

- Library of Congress Control Number: no2003045097
- Nationale Bibliotheek van Israël: 987007487146405171
- Système universitaire de documentation: 159902312
- Virtual International Authority File: 149267528